# Франсоа Мазе
Франсоа Мазе (на френски: François Mazet) е бивш пилот от Формула 1. Роден на 24 февруари 1943 година в Париж, Франция.

## Формула 1
Франсоа Мазе прави своя дебют във Формула 1 в Голямата награда на Франция през 1971 година. В световния шампионат записва 1 състезания като не успява да спечели точки. Състезава се с частен автомобил Марч.